# Малый Саввинский переулок
Ма́лый Са́ввинский переу́лок — улица в центре Москвы в Хамовниках между Погодинской улицей и Саввинской небережной. Нумерация домов ведётся от Погодинской улицы.

## Происхождение названия
Название Малый и Большой Саввинские переулки получили в XIX веке по находившейся здесь церкви Святого Саввы (известна с 1454 года, снесена в 1931 году), патриаршей слободы Саввина (Саввинского) монастыря XV—XVII веков.

## Описание
Малый Саввинский переулок начинается от Погодинской улицы и является продолжением Абрикосовского переулка, проходит на северо-запад и выходит к Москве-реке на Саввинскую набережную. В 2014 году в переулке введено одностороннее движение: от Саввинской набережной к Погодинской улице.

## Здания и сооружения
По нечётной стороне:
По чётной стороне:
- № 8 — Лицей № 1535, бывшая школа № 35.